# Grande Museu Egípcio
O Grande Museu Egípcio (GEM), também conhecido como o Museu de Gizé, é um museu em construção para exposição de artefatos do Antigo Egito. Descrito como o maior museu arqueológico do mundo, o museu deveria ser inaugurado em 2022. A instituição ocupa uma área de 50 hectares de terra, a cerca de dois quilômetros das Pirâmides de Gizé e é parte de um novo plano diretor para o planalto de Gizé.
Será totalmente inaugurado no dia 3 de julho de 2025, após uma inauguração parcial em outubro.

## Projeto
O desenho do edifício foi definido após um concurso de arquitetura, anunciado no dia 7 de janeiro de 2002. Os organizadores receberam 1557 pedidos de 82 países, se tornando o segundo concurso de arquitetura mais requisitado da história. Na segunda etapa do concurso, foram classificadas 20 solicitações, e no fim, a companhia Heneghan Peng, de Dublin, assinou um contrato no valor de 250 mil dólares. O edifício foi desenhado pelos arquitetos Heneghan Pen, Buro Happold e Arup. Já o desenho na região do museu foi destinada a Metaphor e Cultural Innovations S.A.

## Estrutura
O edifício tem a forma de um triângulo oblíquo e se encontra a dois quilômetros das pirâmides. As paredes ao lado norte e sul do edifício estão alinhados com as pirâmides Micerino e Keops, enquanto que na parte frontal do edifício há uma vasta quantidade de palmeiras. Uma das características principais do Grande Museu Egípcio é o muro de pedra translúcido, feito de calcita, preenchendo a fachada frontal do edifício.
Em 2 de fevereiro de 2010 foi anunciado que o Ministério da Cultura do Egito firmou um contrato de empresa em parceria com "Hill e EHAF Consulting Engineers" com o objetivo de proporcionar serviços de administração durante toda a construção do Grande Museu Egípcio.
O custo estimado para a realização do projeto foi de 550 milhões de dólares, sendo que 300 milhões são de um empréstimo junto aos japoneses. O restante será financiado pelo Conselho Supremo de Antiguidades, outras doações e fundos internacionais.
O novo museu está desenhado com a tecnologia mais avançada, incluindo a utilização de realidade virtual. O museu também será um centro internacional de comunicação entre outros museus, para que dessa maneira possa existir um contato direto com outros museus, sejam eles do mesmo local ou até mesmo internacionais. O Grande Museu Egípcio também incluíra um museu feito para o público infantil, além de um centro de formação.
Em 2014 o Ministro das Antiguidades do Egito anunciou o início da construção do salão principal do museu que abrigaria cerca de 100 mil artefatos antigos, sendo uma delas a múmia do faraó Tutancâmon.

## Acontecimentos
Em maio de 2017 foram concedidos ao GEM, um leito de madeira coberto com ouro e marcado com a cabeça de um leão, que representa Sacmis, considerada a deusa da guerra, e uma carruagem funerária. Os itens pertenciam ao faraó Tutancâmon, que liderou o império entre 1332 a.C. e 1323 a.C, ao se tornar rei aos nove anos de idade.
Mesmo com o seu leito sendo disponibilizado ao GEM, a múmia do faraó permaneceu em seu túmulo, localizado no Alto Egito, por ser considerada frágil demais para ser transportada.  A transferência das peças está vinculada a um programa que visa resgatar itens de uma coleção com mais de 71 peças, em parceria com a Agência Japonesa de Desenvolvimento (JICA).
Uma tábua de madeira, encontrada em Gizé, próximo da Grande Pirâmide também foi um dos achados, pertencentes à iniciativa de resgate de peças raras para exibição no Grande Museu Egípcio. Para os arqueólogos que atuam na restauração desses itens, trata-se de uma parte do barco de um antigo rei do Egito, mais precisamente um pedaço da segunda embarcação, criada pelo faraó Quéops, responsável por liderar o país ao longo da quarta dinastia, há cerca de 4 mil anos. 